# Palmaflor del Trópico
O Club Deportivo Palmaflor del Trópico mais conhecido como Palmaflor del Trópico é um clube de futebol da cidade de Villa Tunari, Departamento de Cochabamba, Bolívia. Joga na Primeira Divisão de Bolívia a partir da Temporada 2020, depois de obter a acesso de categoria ao ganhar a Copa Simón Bolívar 2019.

## História
O clube foi fundado com o nome de Club Municipal Vinto e inscrito na Associação de Futebol Cochabamba, depois de várias temporadas no futebol de ascensão cochabambino, Municipal Vinto entraria em problemas econômicos que derivaria na venda do clube em 2017 a um grupo de empresários.
Este grupo de empresários que tem raízes em Quillacollo, e é aceito por residentes da localidade aurífera Palmaflor da província Inquisivi.
A nova dirigência estabilizou e reforçou ao Clube Municipal Vinto, ganhando a categoria Primeira B da AFC e conseguindo a ascensão à categoria Primeira A. Em 2019 o clube conseguiria o vice campeonato do torneio 2019/I da AFC que classificou o time para à Copa Simón Bolívar.
Para a Copa Simón Bolívar 2019 o clube Palmaflor reforçou com vários jogadores de experiência no futebol profissional boliviano com o objectivo de chegar a primeira divisão, assim mesmo o presidente do clube Julio César Mollo iniciaria os tramites na Federação Boliviana de Futebol para a mudança de nome de Clube Municipal Vinto a Clube Atlético Palmaflor.
Em novembro de 2022 o clube mudou o nome para Palmaflor del Trópico.

### Acesso a Primeira Divisão
O clube de Quillacollo foi a sensação da Copa Simón Bolívar 2019 ganhando todas as suas partidas da fase de grupos, classificando com pontuação perfeita, na seguinte etapa, depois de empatar a série com 4 gols, perderia nos penais para o Real Santa Cruz, mas classificaria por melhor pontuação. Em semifinais superou a FATIC de La Paz 4 a 0 em Quillacollo e a volta no Alto um empate classificá-lo-ia à etapa decisiva. A final de ida do torneio jogar-se-ia no estádio Tahuichi Aguilera, onde Palmaflor conseguiria derrotar a Real Santa Cruz por 1 a 0 com gol de penalti do goleiro Juan Carlos Robles. A final de volta no Estádio Municipal de Quillacollo com as graderías completas, Palmaflor derrotaria a Real Santa Cruz por 2 a 0 com golos de Juan Carlos Robles e Raúl Balderrama selando desta forma seu passe a Primeira Divisão e devolvendo a Quillacollo ao futebol profissional boliviano trás 41 anos (a última vez foi em 1979) e somando a Cochabamba uma terceira equipe trás 27 anos (Wilstermann, Metalsan e Petroleiro em 1993).
Destacariam deste fato histórico para o município de Quillacollo, os jogadores: Juan Carlos Robles, Thiago Dois Santos, Víctor Esmaga, Robson Dois Santos, Horacio Sánches, Raúl Balderrama, Fabricio Bustamante, Adalid Terraços, Alexander Pinto, Ariel Jaldín e o técnico Humberto Viviani.

### Torneios nacionais
- Campeão Copa Simón Bolívar (1): 2019.

### Torneios locais
- vice campeão Associação de Futebol Cochabamba  (1): 2019.